# Elezioni presidenziali in Croazia del 2005
Le elezioni presidenziali in Croazia del 2005 si tennero il 2 gennaio (primo turno) e il 16 gennaio (secondo turno); videro la vittoria del presidente uscente Stjepan Mesić, che sconfisse la candidata dall'Unione Democratica Croata Jadranka Kosor.

## Risultati
| Stjepan Mesić     | SDP - HNS-LD - HSS - IDS - LIBRA - LS - PGS - SDAH | 1 089 398 | 49,37 | 1 454 451 | 65,93 |  |  |  |
| Jadranka Kosor    | Unione Democratica Croata                          | 452 218   | 20,49 | 751 692   | 34,07 |  |  |  |
| Boris Mikšić      | Indipendente                                       | 396 093   | 17,95 |           |       |  |  |  |
| Đurđa Adlešić     | Partito Social-Liberale Croato                     | 59 795    | 2,71  |           |       |  |  |  |
| Slaven Letica     | Indipendente                                       | 57 748    | 2,62  |           |       |  |  |  |
| Ljubo Ćesić       | Indipendente                                       | 41 216    | 1,87  |           |       |  |  |  |
| Ivić Pašalić      | Blocco Croato                                      | 40 637    | 1,84  |           |       |  |  |  |
| Anto Kovačević    | Unione Democratica Cristiana Croata                | 19 145    | 0,87  |           |       |  |  |  |
| Miroslav Blažević | Partito dei Veterani Croati                        | 17 847    | 0,81  |           |       |  |  |  |
| Miroslav Rajh     | Partito Croato della Gioventù                      | 14 766    | 0,67  |           |       |  |  |  |
| Doris Košta       | Indipendente                                       | 8 271     | 0,37  |           |       |  |  |  |
| Mladen Kešer      | Indipendente                                       | 7 056     | 0,32  |           |       |  |  |  |
| Tomislav Petrak   | Partito Croato del Popolo                          | 2 614     | 0,12  |           |       |  |  |  |
| Totale            | Totale                                             | 2 206 804 | 100   | 2 206 143 | 100   |  |  |  |
|                   |                                                    |           |       |           |       |  |  |  |
| Voti non validi   | Voti non validi                                    | 20 269    | 0,91  | 35 617    | 1,59  |  |  |  |
| Votanti           | Votanti                                            | 2 227 073 |       | 2 241 760 |       |  |  |  |